# Salwa Toko
Salwa Toko, née en octobre 1975, est une militante pour la diversité et pour l'inclusion des femmes dans le domaine numérique. Elle a présidé le Conseil national du numérique de mai 2018 à février 2021.

## Biographie

### Famille
Elle est née en octobre 1975, à Paris dans le cinquième arrondissement, et a des origines maroco-syriennes (sa grand-mère maternelle est une syrienne installée au Maroc) par sa mère et nigério-béninoises par son père. Son grand-père était un homme politique béninois. Sa grand-mère était syrienne et s'est battue pour les femmes marocaines.  
Elle grandit au Mali jusqu'au collège, puis, sa famille étant venue s'installer en France, elle termine ses études secondaires dans l'hexagone. 

### Carrière
Après avoir commencé des études de médecine, elle mène finalement des études supérieures en droit, avec une spécialisation en droit international, suivies d'une formation à Sciences Po,,.
Son parcours professionnel commence au Bénin, où elle dirige LC2, une chaîne de télévision privée africaine au début des années 2000, pendant six ans. Elle revient en France en 2009, et intègre la Fondation Agir contre l'exclusion (FACE), pour renforcer les liens entre le monde de l'entreprise et celui de l'éducation. En 2014, elle cofonde, au sein de FACE, le projet Wi-Filles en Seine-Saint-Denis, sur l'intégration des jeunes femmes adolescentes dans le domaine du numérique via la formation et le mentorat,,. 
Avec le même objectif, elle crée en 2014 sa propre structure indépendante, Becomtech (#becausegirlscan) et développe le programme "Jump in tech" afin de réduire l'écart entre les filles et les garçons dans le secteur de l'informatique. Becomtech est financée par des acteurs privés ainsi que par des subventions publiques. 
Le 29 mai 2018, elle est nommée présidente du Conseil national du numérique,,.